# Rolando Alarcón
Rolando Alarcón (Santiago, 5 de agosto de 1929 - Santiago, 4 de fevereiro de 1973) foi um músico chileno que participou do movimento conhecido como Nueva Canción Chilena.

## Biografia
Filho de uma professora do ensino primário e de um mineiro, passou a infância e grande parte de sua juventude em Chillán, onde estudou violão e piano e, em 1949, formou-se como professor do ensino primário. Em 1955 se juntou ao conjunto de música de folclórica de Margot Loyola, uma das mais importantes pesquisadoras do folclore chileno, que naquele ano, passaria a se chamar Cuncumén. Rolando seria diretor desse conjunto até 1965. Juntamente com esse conjunto, Rolando gravou 6 discos e realizou diversas viagens pelo Chile e uma viagem para apresentações na Europa.
Em 1963, iniciou sua carreira como compositor, entre suas composições se destacam as resfalosas "Doña Javiera Carrera" e "¿A dónde vas soldado?", essa segunda com conteúdo antimilitarista. Dentre as canções de compromisso social, se destacam: "Yo defiendo mi tierra", "Canción de Juan el pobre", "Si somos americanos" e "Esquinazo del guerrillero". Dentre as canções de valorização da cultura popular chilena, destacam-se: "Mocito que vas remando", "Mi abuela bailó sirilla", "Doña Javiera Carrera", "Niña sube a la lancha" e "Parabién de la paloma". Algumas de suas canções são parte do repertório que as crianças chilenas aprendem nas escolas como exemplos de ritmos regionais. Dentre seus interpretes, destacaram-se: os conjuntos: "Los Cuatro Cuartos", "Las Cuatro Brujas" e os irmãos Isabel e Ángel Parra. Foi interpretado em outros países por cantores como: Miguel Aceves Mejía, Soledad Bravo e Joan Baez.
A partir de 1965, começou a se apresentar constantemente na "Peña de los Parra". Posteriormente, também se apresentaria na "Peña Chile Ríe y Canta".
Em 1965, gravou o disco: "Rolando Alarcón y sus canciones", que incluiu a canção: "Si somos americanos".
Em 1966, gravou o disco: "Rolando Alarcón", que incluiu as canções: "Mi abuela bailó sirilla" e "Doña Javiera Carrera".
Em 1967, representou os cantores chilenos no Primeiro Festival de Canção de Protesto, realizado em Cuba e gravou, pela Odeón, o disco: "El nuevo Rolando Alarcón".
Também em 1967, participou do Festival de Viña del Mar, com a canção "Niña sube a la lancha", interpretada por Pedro Messone, que obteve o terceiro lugar.
Em 1968, gravou o disco: "Canciones de la Guerra Civil Española".
Em 1969 gravou os discos: "El mundo folclórico de Rolando Alarcón" e  "Por Cuba y Vietnam"; e obteve uma menção honrosa no Primeiro Festival da Nueva Canción Chilena com a: "Canción de Juan el pobre".
Em 1970, foi premiado no Festival da Canção de Viña del Mar, com a canção "El hombre", interpretada por "Los Emigrantes". O nome dessa canção seria também o nome de um disco dele gravado em 1970.
Manteve parceria com Los Emigrantes, formado pela dupla: Carlos Valladare e Enrique San Martín nos últimos anos de sua carreira.
Em 1972, gravou seu último disco: "El alma de mi pueblo".
Morreu em fevereiro de 1973 em decorrência de uma hemorragia provocada por uma úlcera.
Em 1998, a Alerce gravou o disco: "Todo Rolando Alarcón", com as canções mais populares de Rolando.